# Coelodischela diatomorpha
Coelodischela diatomorpha är en svampdjursart som beskrevs av Vacelet, Vasseur och Claude Lévi 1976. Coelodischela diatomorpha ingår i släktet Coelodischela och familjen Guitarridae.
Artens utbredningsområde är havet kring Madagaskar. Inga underarter finns listade i Catalogue of Life.